# Отель Хазбин
«Отель Ха́збин» (англ. Hazbin Hotel) — американский мультсериал для взрослых, созданный сальвадоро-американской художницей и аниматором Вивьен Медрано. Официальный пилотный эпизод был выпущен на YouTube 28 октября 2019 года на канале «Vivziepop». 6 ноября 2019 года было объявлено о сборе средств на Patreon, а также поиске спонсоров для продолжения работы над анимационным проектом. К августу 2020 года проект сформировал вокруг себя крупную международную фанатскую базу, а пилотный выпуск набрал более 73 миллионов просмотров, что привлекло внимание множества анимационных новостных издательств, а также кинодистрибьюторских компаний. В России по рейтингу результатов поиска в Яндексе за 2019 год «Отель „Хазбин“» вошёл в первую десятку среди мультфильмов.
Так, 7 августа 2020 года американская независимая компания A24 заявила о том, что та берёт под свою опеку проект Hazbin Hotel и его спин-оффы в качестве полноценного телесериала. А также заявили, что они уже выкупили право на трансляцию на телевидении. Показ «Отеля „Хазбин“» происходит на площадке Prime Video. Премьера первого сезона состоялась 19 января 2024 года. 26 июля 2024 года было объявлено, что мультсериал продлён до четвёртого сезона. 24 июля 2025 была объявлена дата выхода второго сезона мультсериала — 29 октября 2025 года.

## Сюжет
Рождённая в Аду принцесса Чарли Морнингстар стремится осуществить свою несбыточную мечту — открыть отель, предназначенный для перевоспитания грешников. Из-за перенаселения Ада, в нём ежегодно проводятся истребления, в ходе которых экзорцисты во главе с Адамом спускаются с небес и убивают демонов. Чарли это расстраивает, и она хочет найти более мирное решение проблемы перенаселения, мотивируя это целью избежать убийства демонов и дать им возможность попасть в Рай.
С помощью своей девушки Вэгги Мот и их неохотного первого гостя в виде известного порноактёра Энджела Даста, она полна решимости воплотить свою мечту в реальность. Но когда её предложение в прямом эфире срывается, в отель приходит могущественный демон Аластор, имеющий прозвище «Радио-демон», несмотря на то, что её вера в искупление кажется ему смехотворной, хочет помочь Чарли управлять отелем ради собственного развлечения.

## Персонажи

### Главные
- Шарло́тта «Ча́рли» Мо́рнингстар (голос: Эрика Хеннингсен) — протагонистка сериала, являющаяся основательницей и директором отеля. Является дочерью Люцифера и Лилит и одной из демонов, изначально рождённых в Аду и являющейся его наследной принцессой. Бисексуальна. Решила открыть свой отель, надеясь что в нём грешники искупят свои грехи, что поможет им попасть в рай. По своему характеру она является доброй и общительной, наивной и оптимистичной. В качестве хобби выступают музыкальные театры и мюзиклы, что объясняет большое количество песен в сериале, исполняемых ею[1].
- Вага́та «Вэ́гги» Мот (голос: Стефани Беатрис) — одна из основных персонажей сериала, является менеджером отеля. Является основной опорой и поддержкой для Чарли, стараясь поддержать имидж отеля и его рентабельность. По своему характеру является мужененавистницей, крайне вспыльчива и раздражительна. Она ненавидит Энджела, а также с недоверием относится к Аластору из-за его репутации в Аду. Достоверно известно, что она попала в Ад в 1939 году[2]. В шестом эпизоде сериала раскрывается, что ранее Вэгги была ангелом-истребителем (экзорцистом) на службе Адама, однако осталась в Аду после того, как в одном из актов истребления пощадила ребёнка грешника, после чего лишилась левого глаза и крыльев от главной помощницы Адама. В тот же день встретила Чарли, что стала её девушкой.
- Э́нтони «Э́нджел Даст» (голос: Блейк Роман) — один из основных персонажей, является порноактёром, а до недавнего времени — постояльцем отеля. Хоть тот на первый взгляд и не проявляет интереса к программе реабилитации, достоверно известно то, что он всё же желает искупить свои грехи и попасть в Рай. Имеет домашнее животное свинку. По характеру является гиперактивным, озабоченным, но в то же время мягким и, в общих чертах, доброжелательным, хоть и старается не показывать это. По сексуальной ориентации является официально гомосексуалом. До своей смерти Энджел был выходцем из преступной семьи, которая руководила одной из многочисленных мафиозных структур США 1930-х годов, которые занимались продажей и распространением наркотиков. Погиб в результате передозировки наркотиков в 1947 году. Сценическое имя взято от Фенциклидина, известного как «Ангельская пыль»[3].

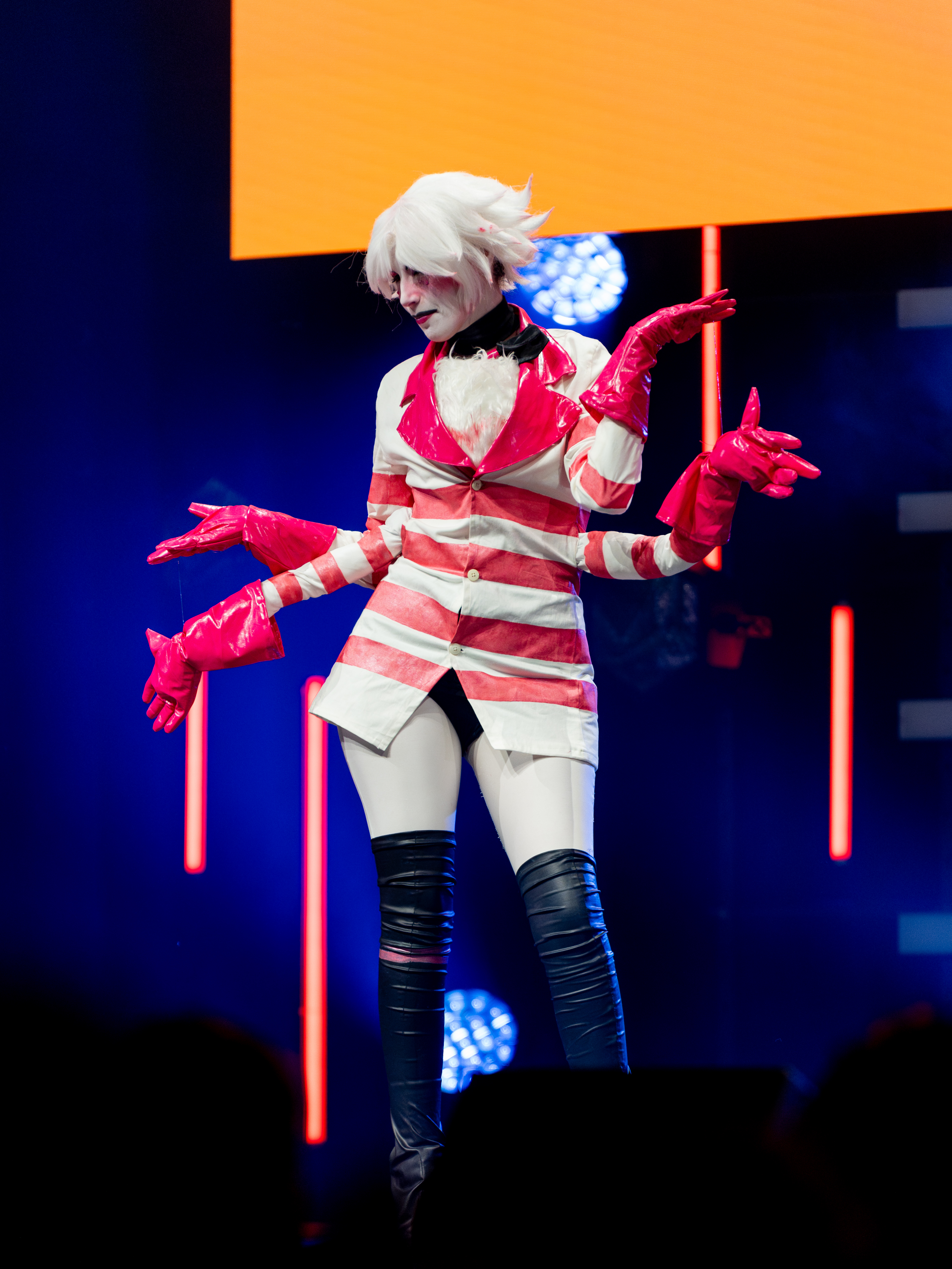

- А́ластор «Радио-Демон» (голос: Амир Талаи) — один из основных персонажей сериала и, по совместительству, один из могущественнейших демонов и повелителей Ада. Лишь некоторые демоны превосходят его по силе, и он способен тягаться с наиболее древними властителями Ада. По прибытии в Ад, после своей смерти, тот практически моментально начал свержение устоявшейся иерархической структуры, организовав резню демонов, которую тот транслировал по всему Аду по радио. По своему характеру спокойный и уверенный, очень жестокий, придерживается джентльменского поведения и предпочитает всегда держать улыбку на лице как способ продемонстрировать своё превосходство над другими. Так как Аластор давно попал в Ад, он иногда использует устаревшие слова. Его голос звучит как типичная радиотрансляция 1920-х годов с соответствующими звуками помех, сценического смеха и музыкальными темами. В сериале тот под предлогом помощи становится сотрудником отеля и пытается помочь Чарли с её заведением. До своей смерти являлся радиоведущим на одной из национальных радиостанций, однако также был серийным убийцей. При жизни увлекался магией «Вудду», из-за этого по прибытии в Ад сразу стал покорять его. В 1933 году Аластора случайно застрелил охотник, который из-за плохого зрения перепутал его с оленем[17]. Носит имя древнегреческого духа мщения.

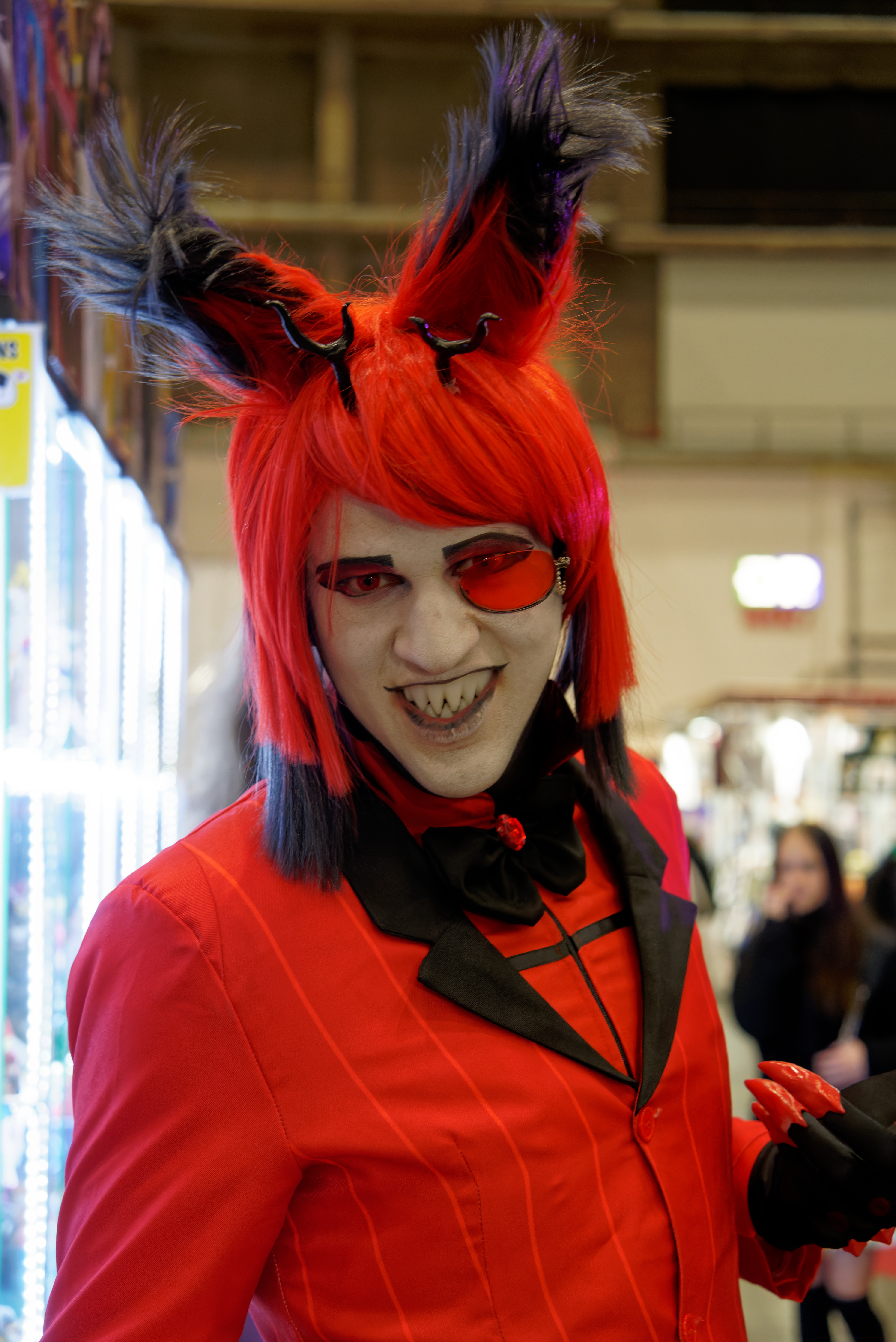
Аластор

- Хаск «Ха́скер» (голос: Кит Дэвид) — злой и циничный демон-алкоголик, призванный Аластором в качестве Администратора-регистратора отеля. В четвёртом эпизоде Хаск раскрывает, что раньше также был повелителем, однако из-за своей лудомании продал душу Аластору.
- Ни́ффти (голос: Кимико Гленн) — маленький демонический циклоп с ошеломляющей скоростью передвижения, одержимая чистотой и порядком, хаотична, имеет тягу к насилию. Отдала свою душу Аластору, причины не раскрываются. Призвана Аластором в отель в качестве прислуги. Умерла в 1950-х годах в возрасте 22-х лет.
- Сэр Пе́нтиус (голос: Алекс Брайтман[англ.]) — главный антагонист Пилота, в последующем один из главных героев. Одержимый властью изобретатель, цель которого — захват всего Ада под свой контроль. Умер в викторианскую эпоху. Ранее планировалось ввести персонажа «Бакстера», который должен был быть изобретателем. После пилота, было решено заменить Бакстера на Пентиуса. В восьмом эпизоде участвует в битве за отель и погибает, однако в результате самопожертвования первым в аду искупляется и попадает в рай.

### Второстепенные
- Че́рри Бомб (голос: Кристина Алабадо[англ.]) — эксцентричная и энергичная демон-панк, контролирующая часть территорий Ада. Умерла в 1980-х. Является лучшей подругой Энджела Даста.
- Кэ́ти Ки́лджой (голос: Брэндон Роджерс) — телеведущая крупнейшего новостного издания Ада — News 666. Умерла в 1992 году, предположительно во время бунта в Лос-Анджелесе.
- Том Тренч (голос: Амир Талаи) — телеведущий News 666 совместно с Кэти Киллджой, умер предположительно во время оккупации Сербии во время Первой Мировой войны.
- Яйца (голос: Блейк Роман) — приспешники Сэра Пентиуса, выполняют роль массовки в сценах с ним.
- Тре́вис (голос: Дон Дэррил Ривера) — демон, снявший Энджела Даста в пилотной серии, выполняет роль массовки.
- Истреби́тели (экзорцисты) — ангелы, зачищающие Ад во избежание его перенаселения. Являются главными антагонистами сериала.
- Ада́м (голос: Алекс Брайтман[англ.]) — первый человек на Земле и лидер «экзорцистов», контролирующий геноцид в Аду. Умер в конце 8 серии.
- Лют (голос: Джессика Воск[англ.]) — главный лейтенант, помощница и правая рука Адама. После смерти Адама стала новым лидером истребителей.
- Зе́стиал (голос: Джеймс Монро Иглхарт[англ.]) — один из древнейших повелителей Ада и руководитель совета повелителей Ада.
- Карми́лла Карми́н (иногда Кармайн) (голос: Дафна Рубин-Вега) — повелитель Ада, владеющая индустрией по продаже огнестрельного и холодного оружия, созданного из копий истребителей. Во время истребления защитила своих дочерей, обезглавив ангела-истребителя, доказав, что они смертны.
- Троица Ви (VVV):
  - Вокс (голос: Кристиан Борль) — повелитель Ада, владеющий электричеством и телесетью. Один из главных антагонистов сериала. Является главным соперником Аластора. Встречается с Валентино.
  - Валенти́но (голос: Джоел Перез[англ.]) — повелитель Ада, владеющий порноиндустрией. Непосредственный начальник Энджела, которого насилует в психологическом и физическом плане, являясь одним из главных антагонистов сериала. Встречается с Воксом.
  - Вельве́т (голос: Лилли Купер[англ.]) — повелитель Ада, владеющая индустрией моды и социальных сетей. Самый молодой повелитель, призывающий других повелителей начать войну с Раем за истребления.
- Ро́зи (голос: Лесли Критцер[англ.]) — повелитель Ада, владеющая районом каннибалов. Помогла Чарли собрать армию для отпора истребителям.
- Зи́зи — повелитель Ада в виде большого динозавра, состоящая в совете повелителей.
- Раззл и Даззл — телохранители и слуги Чарли, имеющие форму демонов-козлов. В полной форме принимают облик огромных драконов.
- Лили́т Морнингстар — мать Чарли и действующая правительница Ада, пропавшая из виду на 7 лет.
- Люцифе́р Морнингстар (голос: Джереми Джордан) — отец Чарли и действующий правитель Ада.

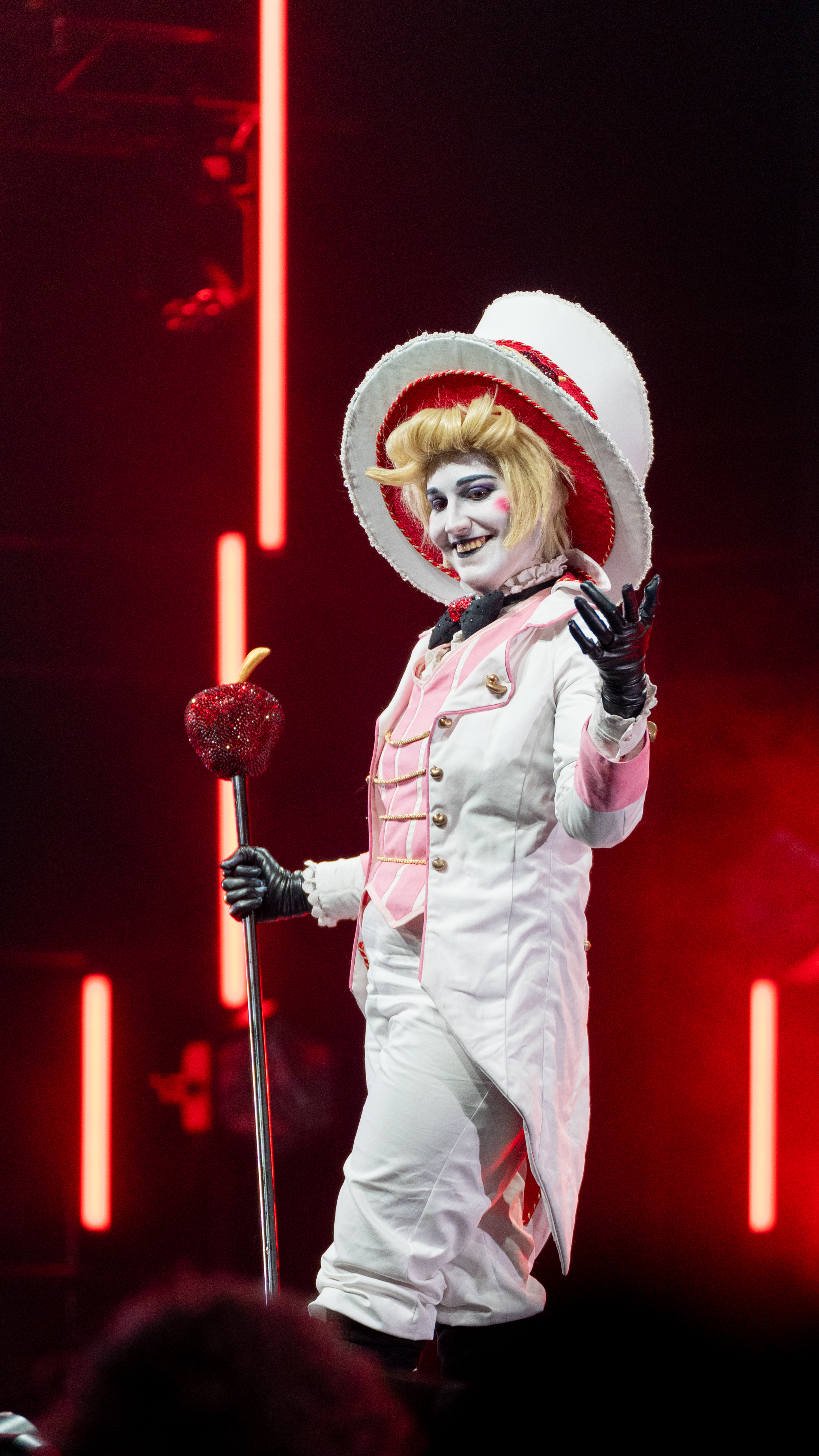
Люцифер Морнингстар

- Ми́мзи (голос: Сара Стайлз?!) — давняя подруга Аластора, пришедшая в отель «Хазбин», чтобы он разобрался с её проблемами. Была им же и прогнана.
- Апостол Пётр (голос: Даррен Крисс) — апостол, встречающий души на входе в Рай.
- Сэ́ра (голос: Патина Миллер) — старший серафим и главная судья Рая. В разговоре с Адамом Сэра раскрывает, что знала о ежегодных истреблениях.
- Э́мили (голос: Шоба Нараян) — младший серафим, не знающая о ежегодных истреблениях. В процессе суда над Энджелом Дастом встаёт на сторону Чарли и осуждает Сэру и суд за истребления грешников.

## Эпизоды

### Пилотный эпизод
| № | Название                                     | Режиссёр       | Автор сценария                                     | Раскадровка    | Дата премьеры   |
| --- | -------------------------------------------- | -------------- | -------------------------------------------------- | -------------- | --------------- |
| 1 | «That’s Entertainment» «Вот это развлечение» | Вивьен Медрано | Вивьен Медрано, Дэйв Капдевьель и Раймонд Эрнандес | Вивьен Медрано | 28 октября 2019 |
| Чарли, принцесса ада и её лучшая подруга — Вэгги, открывают отель по реабилитации демонов. Их планы по проекту отеля подвергаются осмеянию, когда первый постоялец — Энджел Даст ввязывается в стычку с влиятельным мафиози Сэром Пентиусом из-за делёжки территорий Ада и попадает в прямой эфир, из-за чего большинство не воспринимает отель всерьёз. После перепалки между героями в отель прибывает Аластор — один из самых страшных и опасных лордов Ада, который изъявляет желание помочь принцессе с отелем ради саморазвлечения и некой «благотворительности». Чарли принимает его помощь с условием, что тот никому не попытается навредить или помешать исполнению искупления. Аластор принимает условие и предоставляет Чарли персонал — Нифти в качестве горничной и Хаска в качестве администратора-регистратора. В это время Сэр Пентиус пытается напасть на отель, стремясь отомстить Аластору, но последний с лёгкостью расправляется с ним. Серия заканчивается тем, что Аластор меняет название с «Happy Hotel» на «Hazbin Hotel», после чего приглашает присутствующих пройти с ним в отель, чтобы отведать Джамбалайю.Музыкальные номера: «I’m Always Chasing Rainbows», «Inside of Every Demon is a Rainbow» и «Alastor’s Reprise» |                                              |                |                                                    |                |                 |

### Первый сезон
| № | Название                                                | Режиссёр       | Автор сценария               | Раскадровка    | Дата премьеры  |
| --- | ------------------------------------------------------- | -------------- | ---------------------------- | -------------- | -------------- |
| 1 | «Overture» «Увертюра»                                   | Вивьен Медрано | Вивьен Медрано               | Вивьен Медрано | 19 января 2024 |
| Действие сюжета первой серии происходит через неделю после событий пилотного эпизода. Чарли читает и пересказывает книгу «История Ада», в которой раскрывается, что Люцифер изначально был ангелом, который влюбился в Лилит, первую женщину на земле. Будучи изгнанными с Небес, вместе они создали Ад. Чтобы убедиться, что грешники ада не восстанут, Небеса устраивают ежегодное истребление, чтобы держать их в узде. Поскольку Ад все ещё восстанавливается после последнего истребления, Чарли упоминает, что она не видела и не слышала ничего о своей матери Лилит уже семь лет. Позже Чарли звонит её отец и просит занять его место на его ежегодной встрече с Небесами в их посольстве. Чарли рассказывает Адаму, лидеру истреблений ада, свой план по спасению грешников посредством искупления в своём отеле. Но её подачу игнорируют и всего лишь смеются над ней. Тем временем Вэгги, подруга Чарли, нанимает персонал отеля для создания рекламного ролика отеля, но окончательный результат прерывается из-за новости о том, что ангелы решили перенести дату следующего истребления на шесть месяцев с нынешней даты на год. Лют, заместитель Адама, показывает ему фото трупа истребителя, убитого в аду. После этого, Адам заявляет, что на следующем истреблении они убьют всех демонов, способных на такое.Музыкальные номера: «Happy Day in Hell» и «Hell is Forever» |                                                         |                |                              |                |                |
| 2 | «Radio Killed The Video Star» «Радио убило видеозвезду» | Вивьен Медрано | Вивьен Медрано и Адам Нейлан | Вивьен Медрано | 19 января 2024 |
| Когда трио могущественных повелителей, Вокс, Валентино и Вельветт, узнают, что Аластор, могущественный демон и ещё один повелитель, вернулся после семилетнего отсутствия, Вокс по ТВ-сигналу начинает унижать Аластора, однако подключившийся по радио Аластор не реагирует на его слова и заявляет, что ранее Вокс пытался позвать его в его команду, однако Аластор отказал ему, из-за чего у Вокса происходит сбой и в Аду пропадает электричество. Не нуждаясь в нём, Аластор заявляет, что Вокс пожалеет, что он вернулся. На собрании троицы, Вокс решает попытаться разрушить отель изнутри и поэтому нанимает демона по имени Сэр Пентиус, чтобы тот шпионил за отелем, выдавая себя за гостя. В это же время Энджел Даст, ещё один гость в отеле и самая популярная порнозвезда Ада, опечален тем, что Чарли ему не верит, что он может измениться. Позже Энджел раскрывает, что Сэр Пентиус на самом деле работает на Вокса. Он рассказывает об этом остальному персоналу отеля. После этого Энджел и Вэгги пытаются убить Пентиуса, но Чарли прощает его и даёт ему второй шанс после того, как стал свидетелем того, как Вокс называет его неудачником за его неудачу. Сэр Пентиус принимает предложение Чарли и остаётся в отеле чтобы исправиться. Затем, появившийся из тени Аластор через часы призывает Вокса стараться лучше.Музыкальные номера: «Stayed Gone» and «It Starts With Sorry» |                                                         |                |                              |                |                |
| 3 | «Scrambled Eggs» «Яичница-болтунья»                     | Вивьен Медрано | Ариэль Ладенсон              | Вивьен Медрано | 19 января 2024 |
| Чтобы помочь Сэру Пентиусу стать лучше и исправится, Вэгги настаивает на том, чтобы он избавился от своих яичных приспешников, которых он называет своим «Яичным Бойзом», к большому разочарованию самого Пентиуса. Вскоре она просит Аластора избавиться от них, но прежде чем он это успевает, он сталкивается с Зестиалом, древним повелителем, который приглашает его на встречу повелителей («оверлордов») Ада. Однако одно из яиц — Фрэнк, случайно попадает туда. На собрании, повелитель Кармилла, заведующая продажей оружия в аду, заявляет, что истребление серьёзно влияет на популяцию ада. Появившаяся Вельвет показывает другим повелителям голову мёртвого ангела-истребителя, предлагая им начать войну с Небесами. Зестиал отвергает эту идею, опасаясь, что война между раем и адом приведёт к полному истреблению ада. Вельветт оскорбляет Зестиала, но её выгоняет Кармилла. Позже выясняется, что это Кармилла убила истребителя, чтобы защитить своих дочерей. Это признание подслушивает Фрэнк и передаёт сообщение Аластору, который просит пока держать это в секрете. Тем временем Чарли проводит в отеле упражнения по доверию. Вэгги беспокоится, что группа не будет готова, когда произойдёт следующее истребление и отправляет всех в свободные земли, на которых происходит война за территории. Однако, когда Чарли говорит ей, то что она заходит слишком далеко в своих методах, они обнаруживают, что их друзья оказываются связанными этим опытом. В конце концов, Чарли и Вэгги позволяют сэру Пентиусу оставить себе его яйца. Фрэнк случайно раскрывает секрет Кармиллы Пентиусу, но он не воспринимает его всерьёз.Музыкальные номера: «Respectless» и «Whatever It Takes» |                                                         |                |                              |                |                |
| 4 | «Masquerade» «Маскарад»                                 | Вивьен Медрано | Вивьен Медрано и Адам Нейлан | Вивьен Медрано | 19 января 2024 |
| Энджел Даст покидает отель, чтобы снять новый порнофильм со своим участием для своего босса Валентино. Во время внезапной стрельбы приходит Чарли и пытается вернуть Энджела в отель, но Валентино избивает его, напоминая, что по праву он владеет его душой, и заставляет его заставить Чарли уйти. Энджел продолжает сниматься в фильме. Когда он возвращается в отель, он вступает в спор с Хаском, барменом отеля, который ранее обвинял его в «фальшивости», и уходит в город. По просьбе Чарли, Хаск следует за ним. Хаск спасает Энджела от того, видя, как работники Валентино пытаются накачать его наркотиками, но Энджел, будучи недовольным от этого, набрасывается на него за его спасение, показывая, что он намеренно позволяет Валентино делать это, чтобы показать, что когда он будет сломлен и разрушен, Валентино перестанет его использовать. Хаск рассказывает, что когда-то и он был одним из повелителей, чьё пристрастие к азартным играм заставило его заключить сделку с Аластором, чтобы сохранить свою власть, в результате чего его душа стала принадлежать Аластору, как и в ситуации с Энджелом. Понимая, что они разделяют коллективный опыт, они сдружаются. Вернувшись в отель, Энджел благодарит Чарли за заботу о нём.Музыкальные номера: «Poison» и «Loser, Baby» |                                                         |                |                              |                |                |
| 5 | «Dad Beat Dad» «Папа навалял папе»                      | Вивьен Медрано | Рэйчел Каплан                | Вивьен Медрано | 26 января 2024 |
| Чарли проводит всю ночь за тем, чтобы понять причину отсутствия гостей в отеле. Вэгги просит её попросить помощи у своего отца. Не имея других вариантов, она звонит своему своему отцу — Люциферу. Вскоре он является в отеле, но поначалу это место, его не впечатляет, и он конфликтует с Аластором из-за Чарли. Затем врывается Мимзи, подруга Аластора, желая встретиться с ним. Хаск не доверяет Мимзи, утверждая, что она появляется только тогда, когда ей что-то нужно. Аластор насмешливо отмахивается от него, но когда Хаск возражает, что он «тоже на поводке», Аластор выходит из себя и угрожает убить его, если он снова проявит к нему своё неуважение. Подозрения Хаска в отношении Мимзи в итоге подтверждаются, и оказывается что её ищут ростовщики, у которых она украла 50 тысяч, угнала их машину и врезалась в одну из их подруг. Аластор в конечном счёте убивает ростовщиков, но заставляет Мимзи уйти, не желая, чтобы отель был разрушен. Люцифер говорит, что не верит в план Чарли, потому что это практически невозможно. Однако им удаётся примириться друг с другом и Люцифер соглашается устроить аудиенцию Чарли с Раем. При этом Чарли заявляет, что Вэгги пойдёт с ней.Музыкальные номера: «Hell’s Greatest Dad» и «More than Anything» |                                                         |                |                              |                |                |
| 6 | «Welcome to Heaven» «Добро пожаловать в Рай»            | Вивьен Медрано | Адам Стейн                   | Вивьен Медрано | 26 января 2024 |
| Чарли и Вэгги прибывают в Рай, где их приветствуют Сэра, главный Серафим, и Эмили, младший Серафим. Адам и Лют, видя присутствие Чарли и Вэгги, врываются в их комнату, в которой была только Вэгги и раскрывают её прошлое; оказывается когда-то она была ангелом-истребителем, но была изгнана в ад за то, что отпустила грешника во время истребления, в результате чего потеряла свой левый глаз и крылья, и затем встретила Чарли. Адам заставляет её пойти против плана Чарли, чтобы секрет Вэгги не раскрылся её подруге. Начинается суд над тем, можно ли искупить душу в аду на примере Энджела Даста. Показанная через голограмму во время суда подруга Энджела, Черри Бомб, ведёт своих коллег в ночной клуб, чтобы развлечься. Пытаясь спасти потерявшуюся Ниффти от Валентино, Энджел открыто посылает его, говоря, что он может делать с ним все, что захочет, но только в студии, но за её пределами он — сам себе хозяин. Тем временем на суде Эмили замечает, что Даст выполнил все условия попадания в Рай от Адама, и последний, видя, что он на грани проигрыша, случайно раскрывает планы истребления другим участникам суда, из-за чего Эмили перестаёт доверять Сэре, которая знала об этом. Чарли и Эмили объединяются и осуждают Сэру и Рай за истребление грешников. Чарли говорит, что её учили не доверять ангелам, после чего Адам и Лют раскрывают всем, что Вэгги является падшим ангелом-истребителем, оставляя Чарли в сильном удивлении. Суд и Сэра определяют, что никаких доказательств того, что грешник может быть искуплён, нет. Адам отправляет Чарли и Вэгги обратно в ад, пообещав, что в начале истребления он первым же делом уничтожит их отель и убьёт всех, кто там находится. Эмили клянётся помочь Чарли, а Сэра призывает её не торопиться и обещает во всём разобраться.Музыкальные номера: «Welcome to Heaven» и «You Didn’t Know» |                                                         |                |                              |                |                |
| 7 | «Hello Rosie!» «Здравствуй, Рози!»                      | Вивьен Медрано | Ариэль Ладенсон              | Вивьен Медрано | 2 февраля 2024 |
| После прибытия в Ад, все в отеле узнают, что Вэгги — падший ангел, а Чарли впадает в депрессию. Аластор приходит к ней и предлагает заключить сделку: он расскажет всё, что знает об ангелах, а Чарли окажет ему услугу в будущем. Чарли соглашается и заключает сделку. Прибегает Вэгги и Чарли приказывает ей отправиться к Кармилле Кармайн и узнать, как ей удалось обезглавить ангела-истребителя, а сама вместе с Аластором отправляется в город Каннибалов. Прибыв к Рози, владелице района, Аластор вместе с Чарли просит у неё помощи. Рози соглашается и призывает каннибалов на площади для вдохновляющей речи, но Чарли не удаётся уговорить толпу. Рози отводит Чарли в сторону и пытается узнать причину её плохого настроения. Чарли признаётся, что расстроена тем, что Вэгги врала ей 3 года, но Рози уверяет её, что лишь поступки определяют личность, а не слова. Тем временем Вэгги попадает к Кармилле и узнаёт, что ангелов можно убить их же оружием, а также, что они безрассудны и не защищены. Кармилла вступает в битву с ней. Вэгги восстанавливает свои крылья и просит у Кармиллы больше оружия из ангельской стали. Тем временем у Рози, Чарли с помощью песни вдохновляет толпу, а Аластор дополняет, что после битвы они смогут устроить пир из трупов ангелов, и все горожане района каннибалов отправляются к отелю под предводительством Чарли. Встретившись у порога отеля, Чарли прощает Вэгги и они замечают, что гости отеля начали строить оборону, и Чарли с Вэгги присоединяются к ним. Музыкальные номера: «Out For Love» и «Ready for This» |                                                         |                |                              |                |                |
| 8 | «The Show Must Go On» «Шоу должно продолжаться»         | Вивьен Медрано | Адам Стейн                   | Вивьен Медрано | 2 февраля 2024 |
| В отеле начинается тренировка перед предстоящим истреблением. Транслирующий это Вокс не верит в их замыслы и заявляет, что они все умрут, пытаясь противостоять ангелам. Чарли собирает всех у отеля и заявляет, что рада быть с ними в такой час и что они победят в битве с ангелами. Все отправляются на последнюю вечеринку перед битвой, на которой Аластор заявляет, что привык к ним, а Энджел призывает в этот вечер жить по-настоящему. Чарли расстраивается, думая, что подводит всех к гибели, но Вэгги успокаивает её. Тем временем в Раю, Адам готовит армию истребителей и призывает никому не давать пощады, а также принести ему голову Вэгги. После этого он открывает портал в Ад, сквозь который туда проникают истребители. Начинается масштабная битва между командой Адама и Чарли, за которой наблюдает весь Ад. Аластор с помощью своей магии создаёт непроницаемый щит вокруг отеля, но его разрушает Адам. Он вступает в битву с Аластором, разбивает его микрофон и тяжело ранит, из-за чего Аластор начинает терять свои силы и исчезает в тени. Наблюдающий за этим Вокс ликует, радуясь поражению Аластора. Тем временем Энджел спасает Фрэнка от истребителя. Ангелы и Адам продолжают наступать и Вэгги считает, что все силы надо направить на Адама. Сэр Пентиус целует Черри Бомб и на своём дирижабле атакует Адама, но тот уничтожает корабль вместе с Пентиусом. Разозлённая этим Чарли принимает истинную демоническую форму и, призвав Раззла и Даззла, принявших форму драконов, вместе с Вэгги атакует Адама и Лют. Лют убивает Даззла и Вэгги вступает с ней в битву, при этом Адам атакует Чарли. Лют начинает побеждать Вэгги, но та, с помощью крыльев заваливает Лют обломками. Вэгги заявляет, что та останется жива, только потому что она ей разрешила. Лют выбирается из завалов, лишившись левой руки, и атакует Вэгги. Адам пытается убить Чарли, но прибывает Люцифер и вступает в битву с ним, разбив его маску. Адам разрушает отель до основания. В процессе битвы Люцифер принимает истинную форму и побеждает Адама, после чего пытается его убить, но Чарли уговаривает отца пощадить его. Адам называет всех грешников неудачниками и ничтожеством, однако в этот момент его пронзает Ниффти, из-за чего он погибает. Люцифер приказывает Лют уходить, пока они не перебили всех. Лют, в свою очередь, приказывает всем истребителям отступать, забирает нимб Адама и улетает в Рай. Чарли расстраивается из-за гибели Пентиуса, но Люцифер, Вэгги, Энджел, Хаск, Ниффти и Черри призывают её верить в свою мечту и вновь отстраивают отель. Новость об отмене истребления разлетается по всему Аду и троица Ви ликует, заявляя, что теперь власть в их руках. После битвы, раненый Аластор возвращается в свою разрушенную рубку и заявляет, что вскоре освободится от своей сделки и вновь заполучит власть. Тем временем в Раю перед Сэрой и Эмили появляется сэр Пентиус в форме ангела, доказывая им, что душа в Аду может быть искуплена. На пляже Рая, Лют приходит к матери Чарли, Лилит, и сообщает, что Адам мёртв, их сделка выполнена, и что теперь Лют управляет армией истребителей. По её словам, Чарли угрожает существованию Рая, поэтому Лют призывает Лилит спуститься в Ад и остановить собственную дочь. Музыкальные номера: «More Than Anything (Reprise)» и «Finale» |                                                         |                |                              |                |                |

## Спин-оффы

### «Адский босс»
События сериала разворачиваются в том же мире, что и у «Отеля „Хазбин“», но представляют новых персонажей, новый стиль повествования и новую историю. После выпущенной в ноябре 2019 года пилотной серии, первая серия была опубликована год спустя, также на канале Vivziepop.

## Отзывы

### Восприятие пилотного эпизода
Пилотный эпизод был высоко оценён критиками за качество анимации, музыку и персонажей. Мэтью Филд из Go! & Express утверждает, что данный пилот — часть «анимационного ренессанса» на YouTube, и говорит, что в будущем может появиться «гораздо больше проектов, подобных „Хазбину“». Лидия Вассар из MSU Reporter похвалила сериал, отметив его «неистовое чувство юмора и причудливый художественный стиль». Она также заявила, что с нетерпением ждёт будущих эпизодов, наслаждается «разнообразием дизайна персонажей» и утверждает, что создатели сериала «вложили в этот проект много времени и души». В декабре 2019 года в статье о текущем состоянии анимации для взрослых, анимационный критик CBR Рубен Барон заявил, что, хотя пилотные эпизоды сериалов «Отель „Хазбин“» и «Адский босс» вызвали «обоснованную критику» из-за их неуместного и остроумного юмора, они по-прежнему являются «явным трудом любви с точки зрения анимации». Другой критик на CBR, Нерисса Рупнарин, отметила, что Аластор входит в небольшой список «канонических асексуальных персонажей» в анимации.
Некоторые рецензенты утверждали, что сериал окажет положительное влияние на независимую анимацию в будущем, и заявляли, что успех пилота сериала привёл к успеху сериала «Адский босс». Обозреватель Шон Кубиллас из CBR похвалил сериал за «причудливый, амбициозный и чёрный юмор» и некоторые из «самых быстрых, остроумных и грубых диалогов, когда-либо встречавшихся в независимой анимации».

### Восприятие сериала
На сайте-агрегаторе рецензий Rotten Tomatoes фильм получил рейтинг одобрения 86 % на основе 21 отзыва со средней оценкой 7,6/10. Консенсус сайта гласит: «Адский музыкальный сериал в горячих, ярких красках „Отель ‚Хазбин‘“ стоит просмотра».
Эрик Пипенбург из Los Angeles Times отметил, что вселенная шоу — это «дерзко красочная, включающая в себя квиров и быстро развивающаяся мешанина» с «необычными гротескными сценами и копиями ртов», а также «бродвейской попсовой партитурой». Кристин Н. Зимба из Paste заявила, что сериал не является «простым пересказом» пилота, не предназначен для детей, содержит «злой юмор для взрослых» эксцентричных или грешных персонажей, «музыкальные номера в стиле Диснея», и назвала сериал «визуально привлекательным». Хоуп Маллинакс из Collider заявила, что ожидания от сериала были «легко разбиты», похвалила музыку, актёрский состав и дизайнерские решения, с нетерпением ждёт продолжения, но разочарована тем, что Черри Бомб не получила большую роль. Джо Дрейпер из Digital Spy назвал сериал откровенным и включающим «звёздный состав артистов сцены и фаворитов телевидения». Петрана Радулович из Polygon охарактеризовала сериал как «мюзикл, управляемый персонажами, с общим движущим сюжетом и с большим объёмом работ по созданию мира» и отметила, что в нём «несколько женских и гомосексуальных главных героев».
Ренди Джонс из Rogerebert.com отметил, что, хотя некоторые шутки не столь эффективны, «амбициозные крылья» Медрано были обрезаны «требованиями корпоративного стриминга», а также не очень удачный юмор и дезориентирующие ракурсы камеры, но отметил, что в целом сериал обладает звёздной музыкой, искусными актёрами озвучки и «сбалансированным шармом, дополняющим его адский сеттинг», и назвал его «милым, неистовым временем», которое понравится многим взрослым. Рэйчел Лейшман из The Mary Sue назвала сериал особенным за его музыкальную составляющую и заявила, что анимационные сериалы обладают «особым видом магии», и заявила, что «Отель „Хазбин“» блестит сам по себе и является «забавным сериалом, в который стоит окунуться». Мэй Абдулбаки из ScreenRant назвала сериал «живым», похвалила актёрский состав, персонажей, запоминающиеся песни и «хаотичную энергию», но отметила, что темы добра и зла могли бы быть «более нюансированными» и что персонажи порой ведут себя «крайне по-детски».
Элисон Херман из Variety напротив, отметила, что, хотя у сериала есть «приятная предыстория, не соответствующая мрачной задумке» и оригинальная идея, за которую «легко болеть», он, по её мнению, уделяет меньше внимания космологическим деталям и мотивам главных героев, а также считает, что сериал имеет ретроградную мораль, теряется в «своей хаотичной, противоречивой атмосфере» и недостаточно далеко продвинулся, чтобы «функционировать как полноценный телесезон», сравнивая его с сериалом «В лучшем мире» (2016—2020). Кроме того, Дженна Шерер из The A.V. Club заявила, что у сериала «много достоинств», похвалив посыл, стильную и инновационную анимацию, музыкальные номера и актёров озвучивания, но раскритиковала недостатки сценария и выразила надежду, что второй сезон позволит сериалу «замедлиться и найти свою колею», но отметила, что сериал «найдёт свою аудиторию независимо от этого».
Кристи Пучко из Mashable описала сериал как «бойкий розовый мультфильм о грешниках и певцах», но утверждает, что первые три эпизода «ничем не примечательны» для новичков и заявила, что диалоги вызывают раздражение по сравнению с анимационным стилем, который «кажется, подражает Disney XD», и говорит, что сериал «не удовлетворяет подрывным настроением». Она выразила надежду, что сериал «преодолеет свои трудности роста» в первом сезоне, и сказала, что расширение работ Медрано «яркое, но тонкое». Газета New Hampshire Union-Leader раскритиковала сериал за «совершенно запутанную предысторию / мифологию», бешеный экшн и «головную боль», а также отметила, что диалоги звучат «скорее как подростковые, чем шокирующие».
Дженна Шерер, пишущая для Yahoo! Entertainment, похвалила сериал за «убедительную идею», стильную анимацию, убойные песни и танцевальные номера, а также за «голосистый актёрский состав, за который хочется убивать», но затем уточнила, что сериал страдает от своего сценария.
Онлайн-издание Screen Rant высоко оценило «поразительный сценарий» пилотного эпизода мультфильма, диалоги в котором относятся к «самым быстрым, остроумным и „солёным“ в независимой анимации».
Журналист Мэтт Смит из издания The Harbinger, дал схожую оценку и в своей статье похвалил проект за идею и реализацию, отмечая озвучку, анимацию и музыкальное сопровождение. При этом было сказано, что шоу определённо не для детской аудитории, а в работе имеются анимационные ошибки и ляпы, но всё же оно имеет большой потенциал и единственное, что вызывает его опасение — сроки реализации проекта. «Мюзикл с элементами чёрной комедии о демонах-фриках и доброй принцессе Ада покорил сердца поклонников», — написал рецензент «Мира фантастики» Александр Стрепетилов, отметив при этом, что «шумиха вокруг „Отеля ‚Хазбин‘“ и история его создания интереснее самого сериала».
После премьеры первых эпизодов, «Отель „Хазбин“» установил новый рекорд потокового вещания на стриминговом сервисе Prime Video, став крупнейшим мировым дебютом по количеству зрителей для нового анимационного фильма на платформе.